# Antiguraleus aeneus
Antiguraleus aeneus é uma espécie de gastrópode do gênero Antiguraleus, pertencente a família Mangeliidae.